# Charles Spencer, 3:e hertig av Marlborough
Charles Spencer, 3:e hertig av Marlborough, född 1706, död 1758, var son till lady Anne Spencer, grevinna av Sunderland (1683-1716) dotter till John Churchill, 1:e hertig av Marlborough, och hennes make Charles Spencer, 3:e earl av Sunderland (1674-1722).
Gift 1732 med Hon Elizabeth Trevor (d. 1761).
Han fungerade som lordlöjtnant av Buckinghamshire mellan 1738 och 1758. Hertigen gjorde militär karriär, innan han utnämndes till medlem av the Privy Council av Georg II av England 1749.

## Barn
- Lady Diana (d. 1808); gift 1:o 1757 med Frederick St.John, 2:e viscount Bolingbroke (skilda 1768) (1734-1787); gift 2:o 1768 med Topham Beauclerk (1739-1780)
- Lady Elizabeth (1737-1831); gift 1756 med Henry Herbert, 10:e earl av Pembroke (1734-1794)
- George Spencer, 4:e hertig av Marlborough (1739-1817); gift 1762 med Lady Caroline Russell (1743-1811)
- Lord Charles (1740-1820); gift 1762 med Mary Beauclerk (d. 1812)